# Kerk van de H. Maria Onbevlekt Ontvangen (Leerdam)
De kerk van de H. Maria Onbevlekt Ontvangen is een rooms-katholieke parochiekerk aan de Meent in de Nederlandse plaats Leerdam. De kerk is ook bekend als de r.k. Mariakerk, niet te verwarren met de Grote Kerk, die ook Mariakerk wordt genoemd. De kerk verving een ouder kerkgebouw aan de Nieuwstraat.

## Geschiedenis

### Middeleeuwen
De eerste vermelding van een zelfstandige parochie in Leerdam stamt uit 1345. De kerk zelf is waarschijnlijk begonnen als slotkapel voor het slot Ter Leede, waarna ze uitgroeide tot een zelfstandige kerk. De kerk werd gewijd aan Maria.

### Na de Reformatie
Tijdens de reformatie ging deze kerk over op de protestanten. De katholieke eredienst werd verboden en de Leerdamse katholieken namen hun toevlucht tot schuilkerken. In de zeventiende eeuw kwam er een statie in de Nieuwstraat. In 1885 werd hier een kerkje gebouwd, dat in 1896 nog door Pierre Cuypers werd uitgebreid. Begin twintigste eeuw werd dit kerkje te klein en werden er plannen gemaakt voor nieuwbouw.

### Bouw huidige kerk
De ruimte voor nieuwbouw werd geboden door de familie Thöne. Zij hadden een woning aan de Meent en bezaten een stuk grond tussen de Meent en de huizen aan de Noordwal. Voor het ontwerp werden Dom Bellot en zijn compagnon H.C. van de Leur aangetrokken. Het huis van de familie Thöne zou later als pastorie gaan functioneren. De huizen aan de andere kant van de kerk zijn later gesloopt, waardoor er een pleintje voor de hoofdingang ontstond.

## Architectuur
Dom Paul Bellot ontwierp een kerk naar de mode van katholieke kerkenbouw van die tijd. Aan de buitenkant was het ontwerp sober expressionistisch. Het interieur is echter uitbundiger en kleurrijker met invloeden van de art deco. Kenmerkend zijn het gebruik van baksteen en siermetselwerk. Voor de felgekleurde bakstenen werden hier niet geglazuurde bakstenen gebruikt, maar gekleurd glas uit de Glasfabriek Leerdam. Typerend zijn de paraboolbogen, die in het hele ontwerp terugkomen. 